# Sepakek
Sepakek is een bestuurslaag in het regentschap Centraal-Lombok van de provincie West-Nusa Tenggara, Indonesië. Sepakek telt 6240 inwoners (volkstelling 2010).